# Philip Marlowe
Philip Marlowe è un personaggio fittizio creato da Raymond Chandler, considerato l’archetipo delle storie di genere giallo hard boiled. Apparso per la prima volta nel 1939 nel romanzo Il grande sonno, ma già protagonista in altri racconti pubblicati dallo stesso autore nella prima metà degli anni 1930 con altri nomi, quali Mallory, Carmady e John Dalmas, in racconti pubblicati su alcune riviste tra cui Black Mask – giornale specializzato nei racconti gialli di tipo hard boiled e dove sono apparsi altri famosi detective come Sam Spade e storie come The Continental Op di Dashiell Hammett - e Dime Detective.
Alcuni di quei racconti sono stati poi ricombinati ed espansi fino a diventare romanzi con protagonista Marlowe, con un cosiddetto fix-up editoriale. Dopo aver adottato il nome definitivo del personaggio, Chandler preferì mantenere i nomi originali dei protagonisti dei suoi precedenti racconti, anche quando fu pubblicata la sua antologia La semplice arte del delitto (The Simple Art of Murder).
Dotato di un occhio da detective tenace e con il vizio di bere, Marlowe è molto contemplativo e filosofico, con la passione per gli scacchi e la poesia. Non ha paura di ferirsi fisicamente, ma non privilegia la violenza come metodo per regolare i conti. Di tempra morale salda, non si lascia incantare dalle solite femme fatale – quali Carmen Sternwood ne Il grande sonno – come è consuetudine in questo genere di storie.

## Ispirazione e sviluppo
Riguardo alle origini del personaggio di Marlowe, Chandler dichiarò: “Marlowe è nato dalle storie pulp. Egli non è nessuno”. Inizialmente avrebbe voluto chiamarlo Mallory, come il personaggio apparso nei racconti pubblicati su Black Mask, ritenuti le anticipazioni di Marlowe e che rappresentarono per l'autore la svolta decisiva nella sua produzione letteraria, nel passaggio dai racconti ai romanzi.
Inoltre, l’autore ha spiegato che il nome di Marlowe viene dal nome della residenza universitaria di cui faceva parte ai tempi in cui studiava al Dulwich College, dedicata allo scrittore elisabettiano Christopher Marlowe.

## Biografia
Philip Marlowe è protagonista di una serie di romanzi di Chandler, tra cui Il grande sonno, Addio, mia amata e Il lungo addio. L'autore non fornisce informazioni coerenti sulla storia del suo personaggio. In Il grande sonno, ambientato nel 1936, il protagonista ha 33 anni, mentre ne Il lungo addio (ambientato 14 anni dopo) si dice che ne abbia 42 e in una lettera a D. J. Ibberson del 19 Aprile 1951 Chandler scrisse tra le varie cose che Marlowe sarebbe nato a Santa Rosa 38 anni prima.
Marlowe ha studiato un paio di anni al college e ha fatto gavetta da investigatore presso un’agenzia di assicurazione e all’ufficio del procuratore distrettuale della contea di Los Angeles. Licenziato dall’ufficio del procuratore per insubordinazione (o stando alle parole dello stesso Marlowe perché "risponde ai superiori"), il primo investigatore dello stesso ufficio, Bernie Ohls, gli resta accanto come amico e informatore infiltrato nelle forze dell’ordine.
Marlowe è alto 73 pollici e mezzo (187 cm) e pesa circa 190 libbre (86 kg). Abitava dapprima all'Hobart Arms, in Franklin Avenue vicino a North Kenmore Avenue (in Il grande sonno), poi si trasferì al Bristol Hotel, dove rimase per circa dieci anni. Nel 1950 (in Il lungo addio) era in affitto in una casa indipendente in Yucca Avenue e risiedeva ancora lì all'inizio del 1952 in Ancora una notte, l'ultimo romanzo completo di Chandler su Marlowe.
Il suo ufficio era all'inizio al settimo piano di un edificio senza nome, per poi spostarsi nell'appartamento 615 al sesto piano del Cahuenga Building sull'Hollywood Boulevard, vicino all'Ivar Avenue, nel marzo-aprile 1939 (data di Addio, mia amata). North Ivar Avenue è tra North Cahuenga Boulevard verso ovest e Vine Street verso est. Il numero di telefono dell’ufficio è Glenview 7537, non c’è nessuna segretaria (per via del modo di vivere modesto di Marlowe) e non accetta di solito casi di divorzio.
Come tutti i classici investigatori privati, Marlowe è un eterno scapolo in tutti i romanzi, ma all’inizio del racconto Poodle Springs dice di essersi appena sposato con Linda Loring, figlia del magnate della stampa Harlan Potter e con un divorzio alle spalle. Conosciuta in Il lungo addio, nel quale passano una notte insieme, e in Ancora una notte, in cui, dopo un anno e mezzo senza vedersi, lei lo chiama da Parigi per fargli la proposta: "Ti sto chiedendo di sposarmi".

## Caratteristiche
Frequenta abitualmente i bassifondi metropolitani, difende i deboli, è solitario ed in perenne conflitto con l'ordine costituito. Duro di carattere, a prima vista egoista, si dedica in maniera indefessa al suo lavoro in cui si rivela preciso e puntiglioso. Il mondo in cui si muove sono gli Stati Uniti degli anni 1930, dipinti con estremo realismo e popolati da uomini d'affari senza scrupoli, ricchi arroganti, delinquenti grandi e piccoli, poliziotti corrotti e dark ladies. Elegante, tabagista ed alcolista, come il suo creatore, incurante del denaro che spende, interessato alle donne come qualsiasi scapolo ma al tempo stesso tendente alla misoginia.
Beve frequentemente e in grandi quantità whisky e brandy. Per esempio, in Finestra sul vuoto, egli tira fuori una bottiglia di Four Roses e versa bicchieri per sé stesso, il detective tenente Breese e per Spangler. Altre volte beve un bourbon, l'Old Forester: "Ho riattaccato e mi sono concesso un sorso di Old Forester per rinforzare i miei nervi per l'interrogatorio. Mentre lo tracannavo, ho sentito i suoi passi che inciampavano lungo il corridoio” (La sorellina). In Ancora una notte, ordina un doppio Gibson al bar mentre sta pedinando Betty Mayfield, mentre in Addio, mia amata, in compagnia di Terry Lennox, beve il cocktail Gimlet.
Marlowe sa anche come avvalersi dell’alcol per far parlare la gente, come in Finestra sul vuoto quando riesce a persuadere il tenente la cui “solida faccia vecchia era rigata e grigia dalla fatica” a prendere un bicchiere: "Basito, mi guardò molto intensamente. Poi sospirò e afferrò il bicchiere. Lo assaggiò e sospirò ancora, e scosse la testa lateralmente con un mezzo sorriso: questo è quello che succede quando ti viene offerto un drink e ne hai bisogno disperatamente, seriamente, e al primo sorso; è come dare un'occhiata su un mondo più pulito, più soleggiato, più luminoso”.
Beve anche molto caffè, ma evita quello da filtro (come si vede in Addio, mia amata) preferendo quello fatto con macchine sottovuoto (Il lungo addio, capitolo 5). Fuma con predilezione sigarette marca Camel, a casa qualche volta anche la pipa. Abile giocatore di scacchi, quasi sempre contro sé stesso oppure risolvendo partite trovate su libri appositi.

## Marlowe e il cinema
Il primo adattamento da un romanzo di Chandler è The Falcon Takes Over di Irving Reis (1942, inedito in Italia), tratto da Addio, mia amata, ma il protagonista, interpretato da George Sanders, non mantiene il nome di Marlowe. Sarà Dick Powell, nel 1944, ad interpretare per la prima volta il personaggio di Chandler nel film L'ombra del passato, mentre il maggior lustro al personaggio lo ha conferito la recitazione di Humphrey Bogart ne Il grande sonno di Howard Hawks (1946). In seguito, molti altri attori impersonarono il ruolo di Marlowe, fra cui Robert Mitchum ed Elliott Gould.
| Titolo                                                          | Anno      | Regista                                  | Interprete                    | Note |
| --------------------------------------------------------------- | --------- | ---------------------------------------- | ----------------------------- | --- |
| The Falcon Takes Over                                           | 1942      | Irving Reis                              | George Sanders (Gay Lawrence) | ispirato al romanzo Addio, mia amata (1940), il protagonista non compare come Marlowe ma come Gay Lawrence |
| Michael Shayne e le false monete (Time to Kill)                 | 1942      | Herbert I. Leeds                         | Lloyd Nolan (Michael Shayne)  | ispirato al romanzo Finestra sul vuoto (1942), il protagonista non compare come Marlowe ma come Michael Shayne |
| L'ombra del passato (Murder, My Sweet)                          | 1944      | Edward Dmytryk                           | Dick Powell                   | tratto dal romanzo Addio, mia amata (1940) |
| Il grande sonno (The Big Sleep)                                 | 1946      | Howard Hawks                             | Humphrey Bogart               | tratto dal romanzo Il grande sonno (1939) |
| La moneta insanguinata (The Brasher Doubloon)                   | 1947      | John Brahm                               | George Montgomery             | tratto dal romanzo Finestra sul vuoto (1942) |
| Una donna nel lago (Lady in the Lake)                           | 1947      | Robert Montgomery                        | Robert Montgomery             | tratto dal romanzo La signora nel lago (1943) |
| Philip Marlowe                                                  | 1959-1960 | Robert Ellis Miller, Paul Stewart, altri | Philip Carey                  | serie TV in 26 episodi, trasmessa dal 6 ottobre 1959 al 29 marzo 1960 |
| L'investigatore Marlowe (Marlowe)                               | 1969      | Paul Bogart                              | James Garner                  | tratto dal romanzo La sorellina (1949) |
| Il lungo addio (The Long Goodbye)                               | 1973      | Robert Altman                            | Elliott Gould                 | tratto dal romanzo Il lungo addio (1955) |
| Marlowe, il poliziotto privato (Farewell, My Lovely)            | 1975      | Dick Richards                            | Robert Mitchum                | tratto dal romanzo Addio, mia amata (1940) |
| Marlowe indaga (The Big Sleep)                                  | 1978      | Michael Winner                           | Robert Mitchum                | tratto dal romanzo Il grande sonno (1939) |
| Il mistero del cadavere scomparso (Dead Men Don't Wear Plaid)   | 1982      | Carl Reiner                              | Steve Martin (Rigby Reardon)  | film parodistico dove il personaggio protagonista, Rigby Reardon (interpretato da Steve Martin) si ispira a Marlowe; nella pellicola compare un vero Marlowe interpretato da Humphrey Bogart, in uno spezzone tratto dal film Il grande sonno (1946) |
| Philip Marlowe, detective privato (Philip Marlowe, Private Eye) | 1983-1986 | Robert Iscove, Peter R. Hunt, altri      | Powers Boothe                 | serie televisiva in 11 episodi in due stagioni, la prima nel 1983 la seconda nel 1986 |
| Marlowe - Omicidio a Poodle Springs (Poodle Springs)            | 1998      | Bob Rafelson                             | James Caan                    | Film TV - tratto dal romanzo Poodle Springs di Raymond Chandler e Robert B. Parker. |
| Detective Marlowe (Marlowe)                                     | 2022      | Neil Jordan                              | Liam Neeson                   | Tratto dal romanzo La bionda dagli occhi neri di John Banville. |

## Tutte le apparizioni del personaggio

### Raymond Chandler

#### Racconti
- Blackmailers Don't Shoot (dicembre 1933, Black Mask; qui chiamato Mallory)
- Smart-Aleck Kill (luglio 1934, Black Mask; Mallory)
- Finger Man (ottobre 1934, Black Mask; Carmady)
- Killer in the Rain (gennaio 1935, Black Mask; Carmady)
- Nevada Gas (giugno 1935, Black Mask)
- Spanish Blood (novembre 1935, Black Mask)
- Guns at Cyrano's (gennaio 1936, Black Mask; Ted Malvern)
- The Man Who Liked Dogs (marzo 1936, Black Mask; Carmady)
- Noon Street Nemesis (30 maggio 1936, Detective Fiction Weekly; noto anche come Pick-up on Noon Street)
- Goldfish (giugno 1936, Black Mask)
- The Curtain (settembre 1936, Black Mask; Carmady)
- Try the Girl (gennaio 1937, Black Mask; Carmady)
- Mandarin's Jade (novembre 1937, Dime Detective; John Dalmas)
- Red Wind (gennaio 1938, Dime Detective: John Dalmas)
- The King in Yellow (marzo 1938, Dime Detective)
- Bay City Blues (giugno 1938; Dime Detective; John Dalmas)
- The Lady in the Lake (gennaio 1939, Dime Detective; John Dalmas)
- Pearls Are a Nuisance (aprile 1939, Dime Detective)
- Trouble Is My Business (agosto 1939, Dime Detective; John Dalmas)
- I'll Be Waiting (14 ottobre 1939, The Saturday Evening Post)
- The Bronze Door (novembre 1939, sconosciuto)
- No Crime in the Mountains (settembre 1941, Detective Story Magazine, John Evans)
- La matita (The Pencil, Marlowe Takes on the Syndicate, Wrong Pigeon o Philip Marlowe's Last Case; 1959)

#### Romanzi
- Il grande sonno (The Big Sleep; 1939)
- Addio, mia amata (Farewell, My Lovely; 1940)
- Finestra sul vuoto (The High Window; 1942)
- La signora nel lago (The Lady in the Lake; 1943)
- La sorellina (The Little Sister; 1949)
- Il lungo addio (The Long Goodbye; 1953)
- Ancora una notte (Playback; 1958)
- The Poodle Springs Story (1962) - solo i primi quattro capitoli sono stati scritti da Chandler prima della morte. Robert B. Parker lo terminò nel 1989 e fu pubblicato come Poodle Springs

### Altri autori
Il personaggio di Marlowe è apparso in altre storie dopo la morte di Chandler e sono state autorizzate dai curatori della sua memoria e del suo patrimonio artistico:
- Triste, solitario y final, di Osvaldo Soriano (1973), nel quale lo scrittore argentino utilizza il personaggio di Marlowe nell'ambito di alcune indagini commissariate da Stan Laurel.
- Dieci per cento di vita (El diez por ciento de tu vida) di Hiber Conteris (Spagna (1985). Marlowe indaga sul "suicidio" di un agente letterario di Hollywood, che ha avuto come cliente anche Raymond Chandler, risalente al 1956.
- Raymond Chandler's Philip Marlowe: A Centennial Celebration (1988, extended edition 1999); ristampe de La matita insieme a racconti di Philip Marlowe di altri autori.
- Poodle Springs (1989), di Robert B. Parker. Parker terminò l'ultimo lavoro incompiuto di Chandler, The Poodle Springs Story.
- Forse sognare (Perchance to Dream) (1991), di Robert B. Parker. Seguito de Il grande sonno.
- La bionda dagli occhi neri (The Black-Eyed Blonde) (2014), di John Banville sotto lo pseudonimo di Benjamin Black, è un seguito de Il lungo addio e riutilizza il titolo del racconto di Marlowe scritto da Benjamin M. Schurtz, inserito nella raccolta Centennial Celebration.
- Only to Sleep (2018) di Lawrence Osborne, si incentra su Marlowe ormai anziano in Messico nel 1988, intento a indagare sulla morte "accidentale", durante una nuotata, di un truffatore indebitato.